# Heart of Wessex Line
Heart of Wessex – linia kolejowa w Wielkiej Brytanii między stacjami Bristol Temple Meads a Weymouth. Linia przebiega przez hrabstwa Somerset i Dorset. Do stacji Bath Spa jest tożsama z linią Great Western Main Line, a od Bath do Westbury - z linią Wessex Main Line. Linia jest obsługiwana przez spółkę First Great Western. Na linii nie jeżdżą pociągi pośpieszne HST. Linia nie jest zelektryfikowana, a rozstaw torów na całej długości wynosi 1435 mm.

## Stacje na linii
- Bristol Temple Meads
- Keynsham
- Oldfield Park

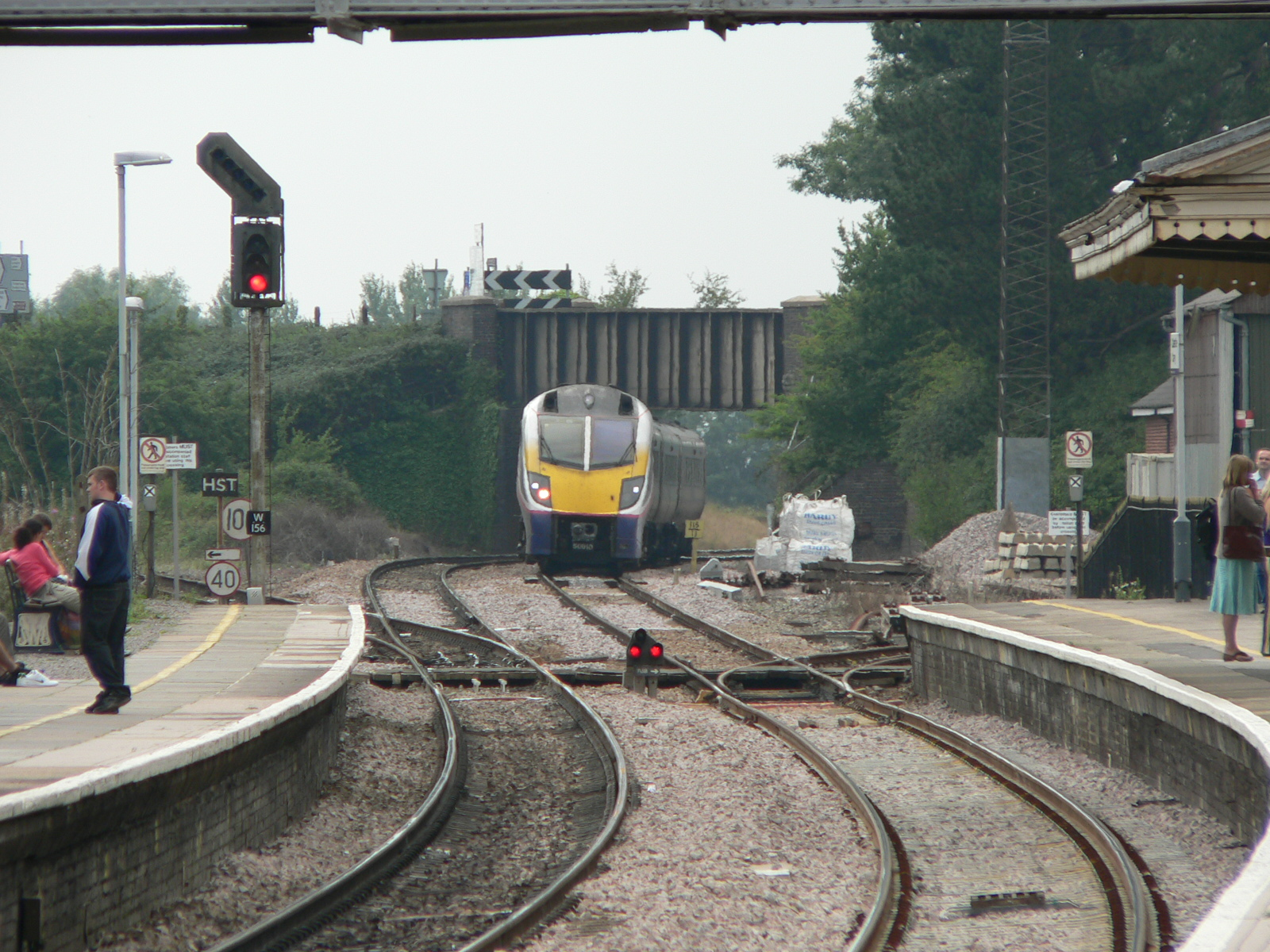
Stacja w Castle Cary

- Bath Spa – połączenie z Great Western Main Line
- Freshford
- Avoncliff
- Bradford-on-Avon
- Trowbridge
- Westbury – połączenie z Wessex Main Line i  linią Reading - Plymouth
- Frome
- Bruton
- Castle Cary – połączenie z linią Reading - Plymouth
- Yeovil Pen Mill
- Thornford
- Yetminster
- Chetnole
- Maiden Newton
- Dorchester West
- Upwey – połączenie z linią South Western Main Line
- Weymouth